# Пеа
«Пеа» (др.-евр. פאה‬ — «край») — трактат Мишны, второй в разделе «Зраим». Содержит законы об отделении частей урожая на благотворительные цели.

## Предмет рассмотрения
Моисеев закон предписывает отделять определённые части урожая в качестве даров бедным:

Когда будете жать жатву на земле вашей, не дожинай до края поля твоего, и оставшегося от жатвы твоей не подбирай, и виноградника твоего не обирай дочиста, и попа́давших ягод в винограднике не подбирай; оставь это бедному и пришельцу. Я Господь, Бог ваш.
— Лев. 19:9, 10

Когда будешь жать на поле твоем, и забудешь сноп на поле, то не возвращайся взять его; пусть он остается пришельцу, [нищему,] сироте и вдове, чтобы Господь Бог твой благословил тебя во всех делах рук твоих.
Когда будешь обивать маслину твою, то не пересматривай за собою ветвей: пусть остается пришельцу, сироте и вдове. [И помни, что ты был рабом в земле Египетской: посему я и повелеваю тебе делать сие.] Когда будешь снимать плоды в винограднике твоем, не собирай остатков за собою: пусть остается пришельцу, сироте и вдове; и помни, что ты был рабом в земле Египетской: посему я и повелеваю тебе делать сие.
— Втор. 24:19—22

По прошествии же трех лет отделяй все десятины произведений твоих в тот год и клади [сие] в жилищах твоих; и пусть придет левит, ибо ему нет части и удела с тобою, и пришелец, и сирота, и вдова, которые [находятся] в жилищах твоих, и пусть едят и насыщаются, дабы благословил тебя Господь, Бог твой, во всяком деле рук твоих, которое ты будешь делать.
— Втор. 14:28, 29
Таким образом, бедным следовало отдавать следующие части урожая, законы о которых и рассматриваются в данном трактате:
- «Пеа» (פאה — «край») — недожатый участок поля, неубранный участок сада и т. п.;
- «Лекет» (לקט — «упавшее») — колосья, выпавшие из руки жнеца во время жатвы (именно их подбирает Руфь в Руфь. 2:3);
- «Шикха» (שכחה — «забытый сноп») — отличие этой части урожая в том, что её можно отделить только случайно (иначе это будет часть «пеа»); под это понятие подходит также забытое при сборе плодов дерево и т. п.;
- «Перет» (פרט — «упавшие ягоды») — отдельные ягоды, упавшие с виноградных гроздей при уборке;
- «Олелот» (עוללת — «остатки») — дефектные гроздья винограда;
- «Маасер ани» (מעשר עני — «десятина бедных») — отделялась от урожая в третий и шестой годы семилетнего сельскохозяйственного цикла.

Комментарии к Мишне имеются в Тосефте и в Иерусалимском Талмуде; в Вавилонском Талмуде трактат отсутствует.

## Содержание
Трактат «Пеа» в Мишне содержит 8 глав и 69 параграфов.
- Глава первая рассматривает законы о «пеа» («крае поля»): в каком размере, каким образом и от каких растений он оставляется.
- Глава вторая определяет, что является разделителем для поля, сада и т. п., так что с разных частей угодья следует оставлять «пеа» отдельно.
- Глава третья разбирает некоторые частные случаи отделения «пеа»: вопрос о «пеа» с посевов между деревьями масличного сада, об отделении «пеа» с лука и т. д.
- Глава четвёртая определяет порядок сбора «пеа». В конце главы даётся определение, в каком случае упавшие колосья считаются «лекет».
- Глава пятая устанавливает права бедняков на распоряжение выделенными для них долями урожая.
- Глава шестая разбирает законы заповеди «забытого снопа»: когда сноп подходит под это понятие и запрещён к уборке, а когда нет.
- Глава седьмая рассматривает особенности отделения долей для бедняков применительно к масличным деревьям и виноградникам. Определяется, в каком случае маслина считается «забытой», понятия «перет» и «олелот» и т. д.
- Глава восьмая содержит законы о десятине бедных. Завершается трактат рассмотрением вопроса о том, какой человек вообще может называться бедным и получать соответствующие доли в урожае.

## Затрагиваемые темы
- Трактат начинается перечислением заповедей, для выполнения которых Тора не устанавливает ни нижнего, ни верхнего предела (то есть, чем больше сделано — тем лучше, но даже выполнение в минимальном объёме достаточно для исполнения заповеди): отделение края поля для бедных, принесение в Иерусалимский храм первых плодов нового урожая, праздничные жертвоприношения, благотворительность и изучение Торы. Этот фрагмент включён в ежедневную утреннюю молитву.
- Вслед за этим Мишна перечисляет заповеди, за которые человек получает награду и при жизни, и в «будущем мире» (עולם הבא): почитание родителей, благотворительность, установление мира между людьми и изучение Торы. Тосефта, 1:2, в противоположность этому, перечисляет тягчайшие грехи: идолопоклонство, разврат, убийство и клевета.
- В Мишне, 4:1-4 устанавливается порядок сбора «пеа» бедняками: если желающих несколько, «пеа» подлежит расхвату, за исключением плодов, расположенных на высоте (виноград, финики), которые подлежат дележу. Если кто-то просто бросился на «пеа» или накрыл его одеждой — то это не считается за законное присвоение. При сборе «пеа» запрещено пользоваться серпами и мотыгами, чтобы собирающие не ранили друг друга.
- Тосефта, 3:8 рассказывает историю о человеке, который, забыв сноп на поле, принёс благодарственные жертвы. Когда его спросили о причине такой радости, он ответил, что эту заповедь можно выполнить только бессознательно, и он радуется выпавшему случаю.
- В Мишне, 8:7 описываются общественные кассы, из которых оказывалась помощь странникам и городской бедноте.
- Тосефта, 4:18 рассказывает о том, что Монобаз, царь Адиабены, раздал все свои сокровища в неурожайные годы, а родственникам, упрекнувшим его в расточении родового имущества, сказал: «предки собирали себе сокровища на земле, а я собираю на небе» (ср. Мф. 6:19, 20).
- В завершение трактата приводятся изречения, предостерегающие тех, которые неправомерно пользуются дарами для бедных — о таких сказано, что они обеднеют в действительности; то же касается и того, кто притворяется инвалидом. С другой стороны, восхваляется человек, который, имея право на пособие для бедняка, не пользуется им — к нему относятся слова: «Благословен человек, который надеется на Господа, и которого упование — Господь» (Иер. 17:7).